# Malolo (Morogoro)
Malolo è una circoscrizione rurale (rural ward) della Tanzania situata nel distretto di Kilosa, regione di Morogoro. Conta una popolazione di 10 750 abitanti (censimento 2012).